# Шнобелевская премия

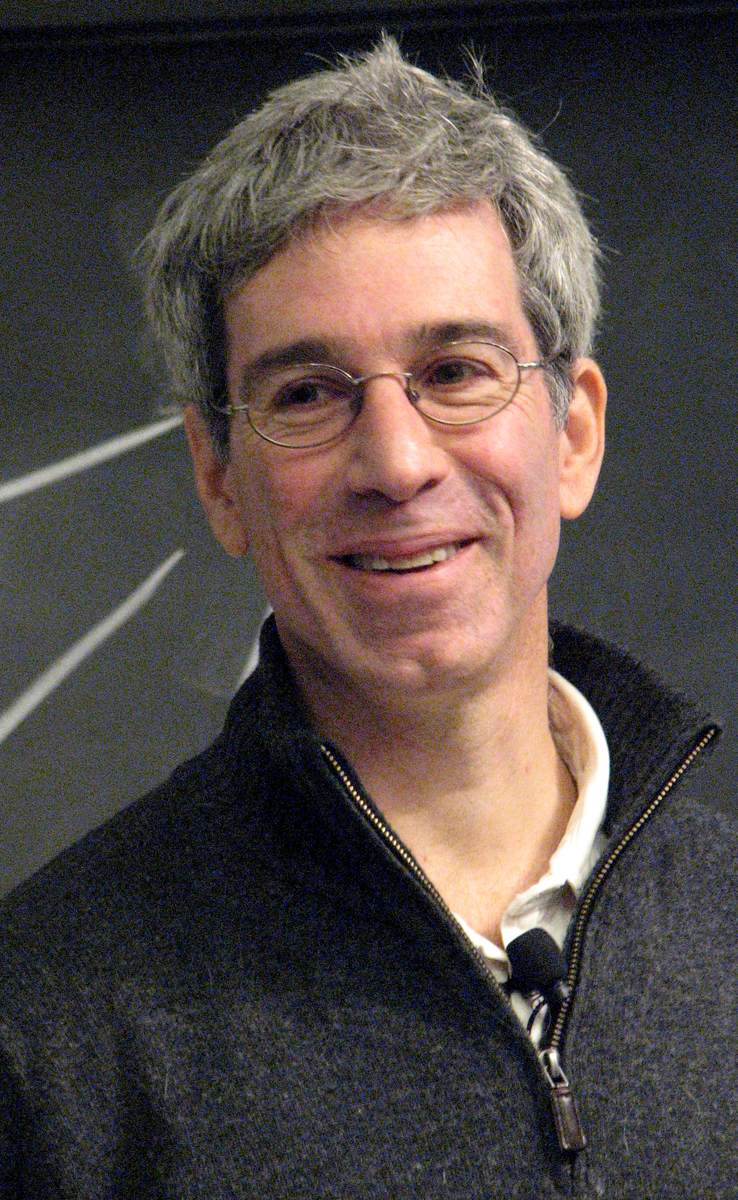
Марк Абрахамс — основатель премии

Шно́белевская (Игнобелевская, Антинобелевская) премия (англ. Ig Nobel Prize, от игры слов: англ. ignoble — «постыдный») — пародия на престижную международную награду — Нобелевскую премию. Десять Шнобелевских премий вручаются в начале октября, то есть в то время, когда называются лауреаты настоящей Нобелевской премии, — «за достижения, которые заставляют сначала засмеяться, а потом — задуматься» (англ. first make people laugh, and then make them think). Премия учреждена в 1991 году Марком Абрахамсом и юмористическим журналом «Анналы невероятных исследований». Шнобелевской премией награждают за необычные и остроумные исследования, чтобы привлечь внимание и подстегнуть интерес людей к науке, медицине и технологиям. Сумма премии за 2020 год составляла 3500  долларов Зимбабве (около 10 долларов США).

## Общая информация

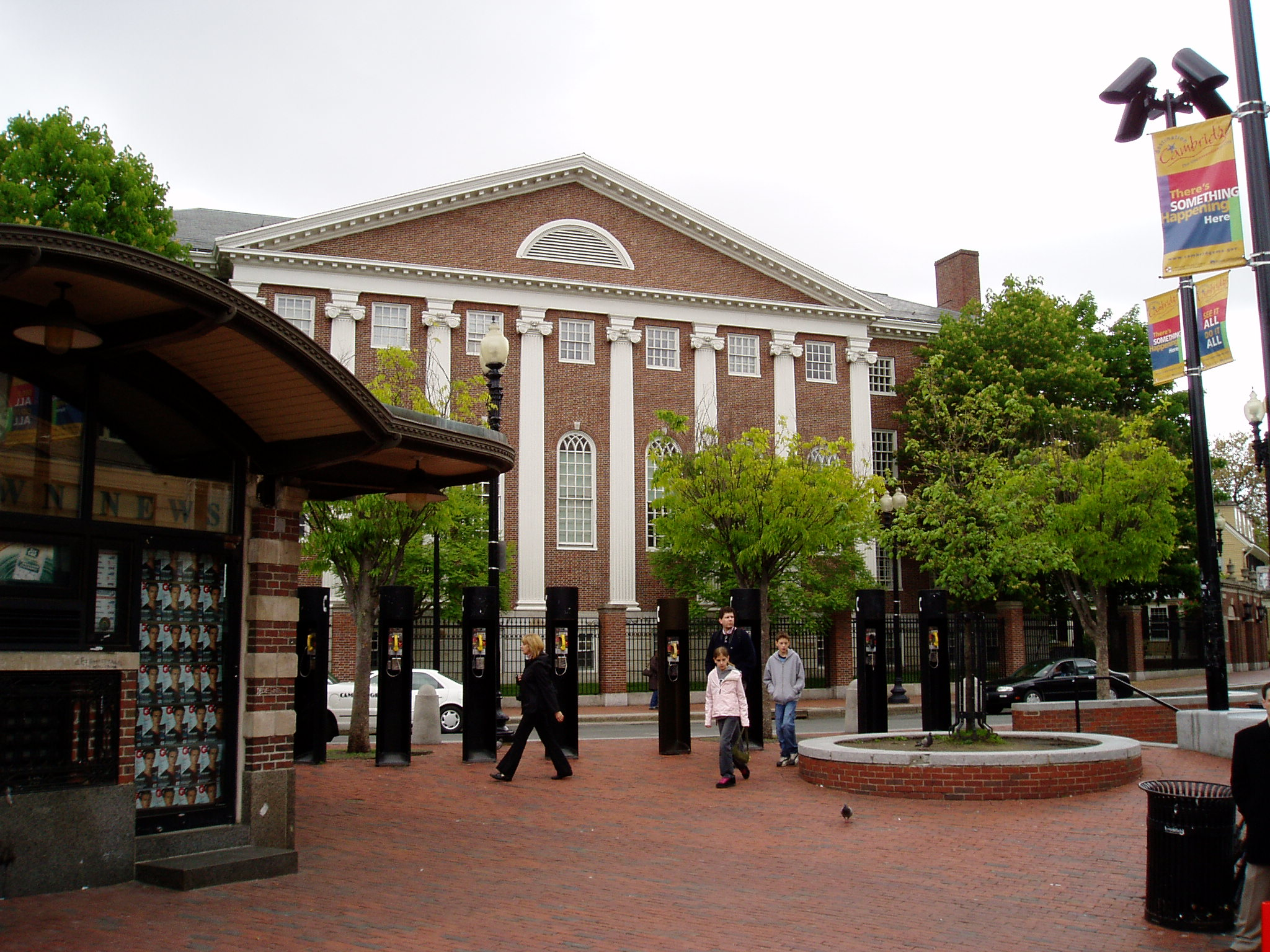
Первые церемонии вручения премии проходили в Массачусетском технологическом институте. Сегодня это происходит в Гарвардском университете.

Шнобелевские премии присуждаются с 1991 года. За исключением семи премий, присуждённых в первый год, одной в 2005 году, двух в 2009 году, ещё одной в 2011 году и ещё двух в 2013 году, их вручали за реальные труды. Первые церемонии вручения премии проходили в Массачусетском технологическом институте. Сегодня это происходит в Гарвардском университете накануне стокгольмской нобелевской церемонии. Награду лауреатам вручают настоящие нобелевские лауреаты.
Присуждение премии в некоторых случаях выражает завуалированную критику, как, например, в случаях с наградами за исследования по гомеопатии и с премиями, присуждёнными отделам образования штатов Канзас и Колорадо за их позицию по вопросу преподавания эволюции. В большинстве случаев эти награды привлекают внимание к научным работам, заголовок или тема которых содержит элементы смешного. Например, удостоились награды: исследование, показавшее, что присутствие людей сексуально возбуждает страусов; вывод о том, что чёрные дыры по своим параметрам подходят для расположения ада; работа, исследовавшая, будет ли инфицирована еда, упавшая на пол и пролежавшая там менее пяти секунд; факт, что собаки испражняются строго на юг. В 1995 году научный советник британского правительства Роберт Мей попросил, чтобы организаторы больше не давали Шнобелевскую премию британцам, так как есть риск выставить истинные исследования на посмешище (существует шутка про британских учёных и их псевдоисследования). Впрочем, большинство британских учёных не согласно с его аргументами.
Первым человеком, который стал лауреатом и Нобелевской, и Шнобелевской премий, стал Барт Кнолс. В 2005 году Нобелевская премия мира была присуждена коллективу МАГАТЭ, где в то время работал Кнолс. А в 2006 году он уже лично получил Шнобелевскую премию по биологии.

## Название
Название Ig Nobel Prize представляет собой игру слов. На английском языке Нобелевская премия называется Nobel Prize, созвучное со словами «Ig nobel» прилагательное «ignoble» означает «постыдный».
На русском языке название премии звучит как «Шнобелевская премия», что также является игрой слов, связанной с шуточным атрибутом процедуры вручения — шнобелем (носом).

## Церемония вручения

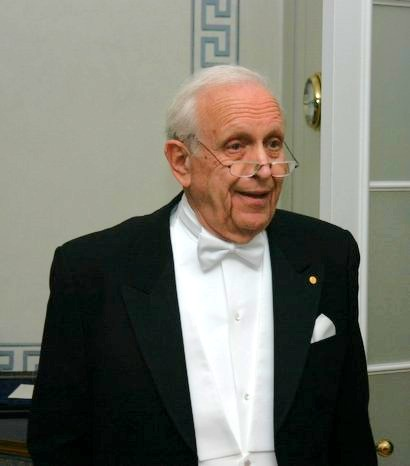
Рой Глаубер

Каждый год настоящие нобелевские лауреаты — в бутафорских очках, с накладными носами, в фесках и подобного рода атрибутах — приходят, чтобы вручить шнобелевским лауреатам их награды. По величественному лекционному залу на 1166 мест Театра Сандерса в Гарварде, в котором проходит церемония, летают бумажные самолётики. В 2006 году от самолётиков отказались под предлогом безопасности. Время выступления лауреатов ограничено 60 секундами. Тех, кто говорит дольше, останавливает восьмилетняя (в 2009 году) Мисс Свити Пу (англ. Miss Sweetie Poo) — девочка, которая капризным голосом упорно восклицает: «Пожалуйста, прекратите, мне скучно!».
Шнобелевским лауреатам вручают премию, которая может быть выполнена, например, в виде медали из фольги или в виде клацающих челюстей на подставке, а также сертификат, удостоверяющий получение премии и подписанный тремя лауреатами Нобелевской премии.
Церемония награждения транслируется по американскому телевидению и радио на нескольких языках. Её также можно смотреть в прямом эфире на официальном сайте премии. Церемония традиционно заканчивается словами: «Если вы не получили эту премию — а особенно если получили — желаем удачи в следующем году!»
Через несколько дней после церемонии в Массачусетском технологическом институте проходят неофициальные шнобелевские лекции, на которых лауреаты могут объяснить свои исследования и их значение.
Физик Рой Глаубер является официальным «хранителем метлы» Шнобелевского комитета. Его задачей является уборка зала от самолётиков. В 2005 году его не было, так как он был в Стокгольме на вручении ему самому настоящей Нобелевской премии.

## Лауреаты

### 2024
- Мир: Б. Ф. Скиннер, за эксперименты по изучению возможности размещения живых голубей внутри ракет для управления траекториями полета ракет.
- Ботаника: Джейкоб Уайт и Фелипе Ямашита за обнаружение доказательств того, что некоторые настоящие растения имитируют формы соседних искусственных пластиковых растений.
- Анатомия: Маржолен Виллемс, Квентин Хеннок, Сара Тунон де Лара, Николя Когане, Венсан Флери, Роми Рэйссигье, Хуан Хосе Кортес Сантандер, Роберто Рекена, Жюльен Штирнеманн и Роман Хоссейн Хонсари — за исследование того, закручиваются ли волосы на голове большинства людей в северном полушарии в том же направлении (по часовой стрелке или против часовой стрелки), что и волосы на голове большинства людей в южном полушарии.
- Медицина: Ливен А. Шенк, Тахмин Фадай и Кристиан Бюхель за демонстрацию того, что поддельные лекарства, вызывающие болезненные побочные эффекты, могут быть более эффективными, чем поддельные лекарства, не вызывающие болезненных побочных эффектов.
- Физика: Джеймс К. Ляо за демонстрацию и объяснение плавательных способностей мертвой форели.
- Физиология: Рё Окабэ, Тойофуми Ф. Чен-Ёсикава, Ёсуке Ёнеяма, Юхей Ёкояма, Сатона Танака, Акихико Ёсидзава, Венди Л. Томпсон, Гокул Каннан, Эйдзи Кобаяши, Хироши Дате и Таканори Такэбе — за открытие того, что многие млекопитающие способны дышать через анус.
- Вероятность: Команда из 50 исследователей — за то, что они продемонстрировали, как теоретически, так и с помощью 350 757 экспериментов, что при подбрасывании монеты она, как правило, падает той же стороной, что и в начале.
- Химия: Тесс Хеереманс, Антуан Деблэ, Даниэль Бонн и Сандер Воутерсен за использование хроматографии для разделения пьяных и трезвых червей.
- Демография: Сол Джастин Ньюман за детективную работу по обнаружению того, что многие из людей, известных своей самой долгой жизнью, жили в местах, где плохо велись записи о рождении и смерти.
- Биология: Фордайс Эли и Уильям Э. Петерсен за взрыв бумажного пакета рядом с кошкой, стоящей на спине коровы, чтобы исследовать, как и когда коровы дают свое молоко.

### 2023
- Химия и геология: Ян Заласевич[англ.] — за объяснение, почему многие учёные любят лизать камни[6].
- Литература: Крис Мулен, Николь Белл, Мерита Турунен, Арина Бахарин и Акира О’Коннор — за изучение ощущений, которые люди испытывают, «когда они повторяют одно слово много, много, много, много, много, много, много раз»[7].
- Питание: Хомэй Миясита и Хироми Накамура за эксперименты по определению того, как электрифицированные палочки для еды и соломинки для питья могут изменить вкус еды[8][9][10].
- Медицина: Кристин Фам, Бобак Хедаяти, Киана Хашеми, Элла Чука, Тиана Мамагани, Маргит Юхас, Джейми Викенхайзер и Наташа Месинковска за использование трупов для исследования того, одинаково ли количество волос в каждой из двух ноздрей человека[11].
- Машиностроение: Те Фэй Яп, Чжэнь Лю, Ануп Раджаппан, Тревор Шимокусу и Дэниел Престон за оживление мертвых пауков для использования в качестве механических захватных инструментов[12].
- Общественное здравоохранение: Пак Сын Мин за изобретение Стэнфордского туалета, устройства, в котором используются различные технологии, такие как тест-полоска для измерения мочи, система компьютерного зрения для анализа дефекации, датчик анального отпечатка в сочетании с идентификационной камерой и телекоммуникационная линия, которая может анализировать вещества, выделяемые людьми[13][14][15][16].
- Физика: Бьеито Фернандес Кастро, Мариан Пенья, Энрике Ногейра, Мигель Гилькото, Эсперанса Бруллон, Антонио Комесанья, Дэмиен Буффар, Альберто К. Навейра Гарабато и Беатрис Моуриньо-Карбаллидо за измерение степени, в которой сексуальная активность анчоусных рыб влияет на смешивание океанской воды[17].
- Образование: Кэти Тэм, Цианея Пун, Виктория Хуэй, Вейнанд ван Тилбург, Кристи Вонг, Вивиан Квонг, Джиджи Юэнь и Кристиан Чан за тщательное изучение скуки учителей и учеников[18].
- Коммуникации: Мария Хосе Торрес-Приорис, Диана Лопес-Барросо, Эстела Камара, Сол Фиттипальди, Лукас Седеньо, Агустин Ибаньес, Марсело Бертье и Адольфо Гарсиа за изучение умственной деятельности людей, умеющих говорить задом наперед[19].
- Психология: Стэнли Милгрэм, Леонард Бикман и Лоуренс Берковиц за эксперименты на городской улице, чтобы увидеть, сколько прохожих останавливаются, чтобы посмотреть вверх, когда видят незнакомцев, смотрящих вверх[20].[21]

### 2022
- Прикладная кардиология: Элиске Прохазковой, Элио Сьяк-Шие, Фридерике Беренс, Даниэлю Линду и Маришке Крет — за поиск и обнаружение доказательств того, что, когда новые романтические партнёры встречаются впервые и чувствуют влечение друг к другу, их пульс синхронизируется.
- Литература: Эрик Мартинес, Фрэнсис Моллика и Эдвард Гибсон — за анализ того, что делает юридические документы излишне трудными для понимания.
- Биология: Солимари Гарсиа-Эрнандес и Глауко Мачадо за изучение того, влияет ли и каким образом запор на перспективы спаривания скорпионов.
- Медицина: Марцин Ясинский, Мартина Мацеевска, Анна Бродзяк, Михал Гурка, Камила Скверавска, Веслав Енджейчак, Агнешка Томашевска, Гжегож Басак и Эмилиан Снарский за демонстрацию того, что, когда пациенты проходят некоторые формы токсической химиотерапии, они страдают от меньшего количества вредных побочных эффектов при воздействии льда.
- Инженерное дело: Ген Мацузаки, Кадзуо Охучи, Масару Уэхара, Ёсиюки Уэно и Горо Имура — за попытку найти наиболее эффективный способ использования людьми пальцев при повороте ручки.
- История искусства: Питер де Смет и Николас Хельмут за исследование «Многодисциплинарный подход к сценам ритуальных клизм на древней керамике майя».
- Физика: Фрэнк Фиш, Чжи-Мин Юань, Минглу Чен, Лайбин Цзя, Чуньянь Цзи и Атилла Инчечик — за попытку понять, как утятам удаётся плавать строем.
- Мир: Джунху Ву, Сабольч Самадо, Пэт Барклай, Бьянка Берсма, Теренс Дорес Крус, Серхио Ло Яконо, Анника Нипер, Ким Петерс, Войтек Пшеперка, Лео Тёхин и Пол Ван Ланге, за разработку алгоритма, помогающего сплетникам решить, когда рассказать правду и когда лгать.
- Экономика: Алессандро Плучино, Алессио Эмануэле Биондо и Андреа Раписарда за математическое объяснение того, почему успех чаще всего достаётся не самым талантливым людям, а самым удачливым.
- Техника безопасности: Магнус Генс[англ.] за разработку манекена для краш-тестов лося.

### 2021
- Биология. Сюзанна Шотц за исследование изменения мяуканья, фырканья и мурлыканья кошек в ответ на перемены в интонации людей[22].
- Кинетика. Хисаси Мураками, Клаудио Фелициани, Юта Нисияма, Кацухиро Нисинари за экспериментальное определение того, что пешеходы иногда сталкиваются друг с другом из-за неправильного расчёта чужой скорости или из-за того, что просто отвлеклись[23].
- Медицина. Олкай Булут, Дэр Оладокут, Буркард Липпет, Ральф Охенбергер «за демонстрацию того, что оргазм может быть столь же эффективным средством улучшения носового дыхания, как и деконгестанты», пусть и на непродолжительное время[24].
- Мир. Итан Бесерис, Дэвид Кэрриер и С. Нэйлвей за демонстрацию того, что борода снижает риск перелома челюсти при ударе[25][26].
- Транспорт. Учёные из Корнельского университета «за определение экспериментальным путём, безопаснее ли перевозить носорога по воздуху вверх ногами»[27].
- Физика. Алессандро Корбетта, Джаспер Миусен, Чан-мин Ли, Роберто Бензи, Федерико Тоши за экспериментальное исследование того, почему пешеходы не сталкиваются постоянно с другими пешеходами[28].
- Химия. Йорг Викер, Николас Краутер, Беттина Дершторф, Кристоф Стённер, Ефстратиос Буртсоукидис, Томас Клюпфер, Джонатан Уильямс, Штефан Крамер за подтверждение своей теории, что можно узнать эмоции зрителей кинотеатров по выделяемым ими летучим органическим веществам[29].
- Экология. Лейла Сатари, Альба Гильен, Анджела Видал-Верду, Мануэль Поркар за оценку того, как долго выживают вне человеческого организма бактерии из микробиома ротовой полости после жевания жвачки[30].
- Экономика. Павел Блавацкий за теорию, что политики из постсоветских стран с высоким индексом массы тела получают взятки чаще, чем политики с низким ИМТ[31].

### 2020
- Акустика. Стефан Ребер, Такеши Нисимура, Джудит Яниш, Марк Робертсон и Текумсе Фитч за то, что заставили самку китайского аллигатора кричать в герметичной камере, наполненной воздухом, обогащённым гелием[32].
- Материаловедение. Метин Эрен, Мишель Беббер, Джеймс Норрис, Алисса Перроне, Эшли Руткоски, Майкл Уилсон и Мэри Энн Раганти за демонстрацию того, что ножи, изготовленные из замороженных человеческих фекалий, режут плохо[33].
- Медицина. Нинке Вулинк, Дамиаан Дэнис и Арно ван Лоон за диагностику не распознанного ранее состояния здоровья: мизофонию, то есть дискомфорт от того, что другие люди издают жевательные звуки[34].
- Медицинское образование. Жаир Болсонару, Борис Джонсон, Нарендра Моди, Андрес Мануэль Лопес Обрадор, Александр Лукашенко, Дональд Трамп, Реджеп Тайип Эрдоган, Владимир Путин и Гурбангулы Бердымухамедов за то, что они, используя ситуацию с пандемией CoViD-19, доказали, что политики влияют на жизнь и смерть в значительно большей степени, чем учёные и врачи[35]. Это уже вторая Шнобелевская премия, присуждённая Александру Лукашенко. В 2013 году он разделил эту премию с белорусской милицией, которая арестовала однорукого человека за аплодисменты.
- Менеджмент. Си Гуан-Ань, Мо Тянь-Сян, Ян Кан-Шэн, Ян Гуан-Шэн и Лин Сянь Си, пять профессиональных киллеров в Гуанси, которые работали следующим образом: приняв плату за совершение заказного убийства, Си Гуан-Ань перепоручил исполнить преступление Мо Тянь-Сяну, который опять же передал заказ Ян Кан-Шэн и т. д. В результате каждый последующий наёмный убийца получал всё меньший процент гонорара и никто так и не выполнил заказ[36].
- Мир. Правительства Индии и Пакистана за то, что их дипломаты тайком звонили друг другу в дверные звонки посреди ночи, а затем убегали, прежде чем кто-либо успел открыть дверь[37][38].
- Психология. Миранда Джакомин и Николас Рул за разработку метода идентификации нарциссизма путём изучения бровей[39].
- Физика. Иван Максимов и Андрей Потоцкий за экспериментальное определение того, что происходит с формой живого дождевого червя, когда его вибрируют с высокой частотой[40].
- Экономика. Кристофер Уоткинс, Хуан Давид Леонгомес, Жанна Бове, Агнешка Желаневич, Макс Корбмахер, Марко Антонио Корреа Варелла, Анна Мария Фернандес, Даниэлла Вагстафф и Самуэла Болган за попытку количественно оценить взаимосвязь между средним уровнем неравенства доходов в разных странах и поцелуями взасос[41].
- Энтомология. Ричард Веттер за сбор доказательств того, что многие энтомологи (учёные, изучающие насекомых) боятся пауков, которые не являются насекомыми[42].

### 2019
- Медицина. Группа ученых из Италии и Нидерландов получила приз за идею[43] о том, что пицца может помочь человеку бороться с некоторыми болезнями, если ее приготовили и съели в Италии. Ученым так и не удалось ответить на вопрос, так ли это.
- Медицинское образование. Американки Карен Прайор и Тереза Маккеон удостоились награды за изучение[44] принципа выработки условного рефлекса. Они выяснили, что кликеры также повышают навыки начинающих хирургов. Карен Прайор также рассказывала в своей книге[45] о семье, которая использовала кликер при воспитании детей.
- Биология. Ученые из Сингапура, Китая, Австралии, Польши, США и Болгарии доказали[46], что намагниченные мертвые тараканы ведут себя иначе, чем живые, даже если они намагничены.
- Анатомия. Французские ученые получили приз за исследование температуры яичек у голых и одетых почтальонов. Оказалось, что левое яичко теплей, но только в том случае, если почтальон в одежде.
- Химия. Японских исследователей отметили премией за оценку общего объема слюны у типичного пятилетнего ребенка — в день он производит поллитра. На церемонию приехал один из авторов научной работы Сигэру Ватанабэ — вместе со своими взрослыми сыновьями, которые стали объектом исследования 35 лет назад.
- Инженерия. Иранский специалист Иман Фарахбахш получил награду за изобретение машины, меняющей подгузники у детей.
- Экономика. Ученые из Турции, Нидерландов и Германии выяснили, банкноты какой страны лучше других переносят опасные бактерии — это румынский лей.
- Премия мира. Международная команда исследователей из четырех стран определила, какие части тела человека приятней всего чесать. Первое место заняли лодыжки, следом идут спина и предплечье.
- Психология. Немец Фриц Шрак установил, что пишущая ручка во рту вызывает улыбку и делает человека счастливей, а затем обнаружил, что это не так.
- Физика. Специалисты из шести стран получили награду за то, что объяснили, почему у вомбатов фекалии в форме кубиков.

### 2018
- Экономика. Линди Хань Ю Лян и канадские учёные — за исследование вопроса несправедливости на рабочем месте. В своей работе «Право на неправильное» они доказали, что от истязания куклы вуду начальника человек получает положительный эмоциональный эффект.
- Медицина. Исследователи из Мичигана удостоились премии за нахождение эффективного способа быстрого выведения камней из почек путём катания на американских горках.
- Здоровое питание. Джеймс Коул и учёные из Танзании, Зимбабве и Великобритании получили премию за публикацию в журнале Scientific Reports[англ.] выводов о том, что диета, основанная на каннибализме, в сравнении с обычными обладает меньшей питательной ценностью и не полностью насыщает человека.
- Медицинская диагностика. Акира Хориути — за разработку метода самоколоноскопии в сидячем положении.
- Размножение. Группе учёных за создание метода более эффективного, чем плетизмография, для определения ночной эрекции путём использования почтовых марок.
- Биология. Шведские учёные за доказательства того, что профессиональные дегустаторы на вкус могут определить вино, в котором побывала муха.
- Литература. Исследователи из Великобритании, Австралии и Сальвадора за работу «Жизнь слишком коротка для „чтения гребаных инструкций“». Учёным удалось доказать, что люди почти никогда не читают инструкции к технике и, в итоге, не используют около половины функций.
- Мир. Франсиско Алонсо и группа испанских учёных за проведённый анализ воплей, проклятий и ругани со стороны водителей транспортных средств.
- Психология. Шведские философы за исследования группы шимпанзе в зоопарке. Учёные выяснили, что приматы, как и люди, имитируют действия собратьев[47][48].

### 2017
- Акушерство. Мария Лопес-Тейхон и другие, за демонстрацию, что плод сильнее реагирует на динамик, играющий во влагалище, чем на динамик, поставленный на живот.
- Анатомия. Британский учёный Джеймс Хиткоут получил премию за работу «Почему у старых людей такие большие уши». Он смог измерить скорость, с которой растут уши у людей старше 30 лет. Она составила примерно 0,22 мм в год.
- Биология. Кадзунори Ёсидзава и прочие — за обнаружение вида пещерных насекомых (Neotrogla), у которого самцы с влагалищем, а самки с пенисом.
- Гидродинамика. Чи Вон Хан — за исследование расплёскивания кофе, когда человек идёт задом наперёд.
- Медицина. Премию получила группа исследователей из Лиона, выяснивших какие участки мозга отвечают за отвращение к сыру.
- Мир. Премию мира присудили группе учёных из Цюрихского университета под руководством Майло Пьюэна за работу «Игра на диджериду как альтернативный способ лечения синдрома обструктивного апноэ во сне». 25 испытуемых, страдавших от храпа, играли на музыкальном инструменте австралийских аборигенов диджериду в течение 4 месяцев 5-6 дней в неделю по 25 минут, что значительно улучшило их сон.
- Питание. Премию в области питания получили учёные Фернандо Ита, Энрико Бернард и Родриго Торрес. Они опубликовали научный доклад, в котором выяснили, как кровь человека влияет на диету летучих мышей вида мохноногий вампир.
- Познание. Маттео Мартини и прочие, за демонстрацию, что многие из близнецов не могут различить себя с братом на фотографии.
- Физика. В своей работе «О реологии кошек» Марк Антуан Фардин доказал, что кошки могут считаться как твёрдым телом, так и жидкостью, так как принимают форму сосуда, в котором лежат. При этом, по словам учёного, взрослые коты растекаются быстрее котят.[49]
- Экономика. Двое учёных из Австралии Мэттью Роклофф и Нэнси Грир изучили взаимосвязь успеха в азартных играх с объятиями с крокодилом. В ходе эксперимента 62 мужчины и 41 женщина делали ставки на игровых автоматах после того, как подержали в руках крокодила. Они выяснили, что более хладнокровные игроки способны делать более высокие ставки.

### 2016
Лауреаты премии за 2016 год:
- Биология. Премию получил Томас Туэйтес за то, что в течение трёх дней пасся в швейцарских Альпах в роли козла, и Чарльз Фостер за перевоплощение в других животных — например, в роли лисёнка он копался в мусорном баке и спал в садах.
- Восприятие. Премию в этой области разделили японские учёные Ацуки Хигасияма и Кохей Адати, которые установили, что если смотреть на предмет вниз головой между своих ног, то расстояние до него визуально сокращается. Для проверки этого вывода они выдали контрольной группе очки, переворачивающие изображение на 180 градусов, однако никакого эффекта от них не наблюдалось. Так опыт продемонстрировал, что дело именно в ориентации головы.
- Литература. Шведский энтомолог Фредрик Шёберг получил премию за первую книгу из трёхтомной автобиографии «Путь коллекционера мух», описывающую удовольствие от коллекционирования мёртвых и ещё живых мух.[51]
- Медицина. Кристоф Хелмхен и его немецкие коллеги выяснили, что если у вас чешется что-то с левой стороны, можно унять зуд, подойдя к зеркалу и почесав то же место с правой стороны (и наоборот).
- Мир. Шнобелевскую Премию Мира получил докторант университета Уотерлу в Канаде Гордон Пенникук и его коллеги. Учёные экспериментально определили, что любители вывешивать в социальных сетях неглубокомысленные изречения на фоне пейзажей — отличаются низким уровнем интеллекта и чаще верят в паранормальные явления и теории заговора.
- Психология. Эвелин Дэби из Бельгии изучила влияние возраста на умение лгать. Исследователи заставляли добровольцев говорить неправду, а потом оценивали скорость, с которой они это делали. Выяснилось, что самыми искусными лжецами оказались подростки, а с годами этот навык утрачивается.
- Размножение. Премия в этой области вручена посмертно — египетский исследователь Ахмед Шафик скончался в 2007 году. Уролог надевал на самцов крыс трусы, сделанные полностью из полиэстера, полиэстера пополам с хлопком, чистого хлопка и чистой шерсти. Исследование позволило установить, что сексуальная активность грызунов снижается, если на них надеть штаны с добавлением синтетики.
- Физика. Премию по физике получили исследователи из Швейцарии, Румынии, Швеции и Испании. Большой коллектив учёных: Габор Хорват, Миклос Благо, Дьёрди Криска, Рамон Хегедус, Балаз Герикс, Роберт Фаркас, Сюзанн Акессон, Питер Малик и Гансруэди Вилдермут объяснили, почему насекомые реже кусают белых лошадей, а стрекозы склонны выбирать чёрные надгробия.
- Химия. Шнобелевскую премию в этой номинации получила компания Volkswagen за изобретённый хитроумный способ обманывать тесты на содержание в выхлопных газах окиси азота.
- Экономика. Новозеландский профессор Марк Авис выяснил вместе с коллегами, что камни обладают ярко выраженной индивидуальностью и что порой личность развивается из крайне детальной персонификации.

### 2015
- Биология. Международная группа из Чили и США выяснила, какая именно походка была свойственна динозаврам с помощью кур с длинными протезами[52].
- Литература. Международная группа открыла, что восклицание «а?» существует в каждом языке и каждый раз его можно перевести, как «Что вы сказали?». Причина не выяснена.
- Математика. Два австрийских исследователя, применивших современные математические методы для того, чтобы определить, мог ли султан Марокко Исмаил Кровожадный зачать 888 детей в период 1697—1727 годов, а если мог, то каким образом умудрился совершить это[52].
- Медицина. Две группы из Японии и Словакии исследовали последствия интенсивных любовных поцелуев. Выяснили, что они хорошо предохраняют его участников от некоторых видов аллергии.
- Медицинская диагностика. Международная группа экспертов за нестандартное использование «лежачего полицейского», а именно для диагностики острого аппендицита.
- Менеджмент. Международная группа учёных из Индии и Италии за открытие, согласно которому многие лидеры бизнеса пережили в детстве природный катаклизм, в результате чего приобрели любовь к риску[52].
- Физика. Международная группа из Тайваня и США открыла новую универсальную константу: почти все млекопитающие, независимо от их размера и веса, тратят на мочеиспускание в среднем 21 секунду (плюс-минус 13 секунд)[53].
- Физиология и энтомология. Два исследователя за составление списка наиболее и наименее болезненных мест, в которые может ужалить человека пчела. Исследовали на себе.
- Химия. Международная группа из Австралии и США за открытие способа восстановления первоначальной структуры денатурированного белка (сделать сырым сваренное яйцо).
- Экономика. Руководство полиции Бангкока за предложение выплачивать премии полицейским, отказавшимся от взятки.[54]

### 2014
- Арктические исследования. Эйгил Ремерс и Синдре Эфтестол (Норвегия) за тестирование реакции оленей Шпицбергена на людей, замаскированных под белых медведей. Выполнено пять подходов к оленям под видом белого медведя[55].
- Биология. Властимил Харт и команда учёных из Чехии, Германии и Замбии за тщательное документирование того факта, что когда собаки испражняются, они предпочитают ориентировать своё тело по линиям геомагнитного поля Земли, а именно с севера на юг[55].
- Диетология. Белен Мартин и группа учёных из Испании за их исследование «Характеристика молочнокислых бактерий, выделенных из фекалий новорождённых в качестве потенциальных культур пробиотиков для ферментированных колбас»[55].
- Здравоохранение. Ярослав Флегр, Ян Хавличек, Житка Ханусова-Линдова, Давид Ханауэр, Нарен Рамакришна, Лиза Сейфрид (Чехия, Япония, США, Индия) за исследования о безопасности владения кошкой. В определённых случаях это может привести к развитию психических заболеваний вплоть до шизофрении[55].
- Искусство. Марина де Томмазо, Мишель Сардаро и Паоло Ливреа (Италия) за измерения относительной боли людей, глядящих на картины. После облучения людей мощным лазерным лучом выяснилось, что люди сильнее страдали, глядя на уродливые картины[55].
- Медицина. Ян Хамфрис, Сонал Сарайя, Уолтер Беленький и Джеймс Дворкин (США, Индия) за лечение неконтролируемого носового кровотечения полосками вяленой свинины у пациента с тромбастенией Гланцманна[55].
- Нейрология. Цзяньган Лю, Цзюнь Ли, Лу Фэн, Лин Ли, Цзе Тянь и Кан Ли (Китай, Канада) за то, что пытались понять, что происходит в мозге людей, которые видят лицо Иисуса на кусочке тоста. Вывод — люди видят то, что хотят увидеть[55].
- Психология. Питер Джонасон, Эми Джонс и Минна Лайонс (Австралия, Великобритания, США) за накопление доказательств того, что люди, которые поздно ложатся спать, более подвержены самолюбованию, психозам и более склонны к манипулированию, чем те, кто рано встаёт. В исследовании приняло участие 263 человека[55].
- Физика. Киёси Мабути, Кэнсэй Танака, Даити Утидзима и Рина Сакаи (Япония) за измерения коэффициента трения между обувью и кожурой банана, а также между кожурой банана и полом, когда человек наступает на банановую кожуру, валяющуюся на полу. При наступании ногой на кожуру сила трения между ногой и поверхностью, на которую она наступает, уменьшается в пять раз, и поэтому значительно возрастает вероятность падения[55].
- Экономика. Национальный институт статистики правительства Италии. Институт предложил увеличить официальный размер народного хозяйства стран Евросоюза, включив в него доходы от проституции, незаконной продажи наркотиков, контрабанды и других криминальных финансовых сделок[55].

### 2013
- Археология. Брэн Крэндалл и Питер Стал (США) за то, что проглотили землеройку, сваренную целиком, а затем исследовали, какие кости переварились, а какие — вышли естественным путём[56].
- Безопасность+техника. Покойный Густаво Пиццо (США) за патентование сложного механизма: авиационный угонщик попадает в западню, упаковывается в капсулу и спускается на парашюте на землю. Полиции остаётся только подъехать и арестовать его[57].
- Биология+астрономия. Мэри Дэкк и др. (Швеция/Австралия) — за открытие факта, что жук-навозник, заблудившись, ориентируется по Млечному Пути[58].
- Здравоохранение. Касиан Бханганада и др. (Таиланд) — за рекомендации по пришиванию пениса, которые работают, если пенис отрезала разъярённая жена (как оказалось, частое явление в Таиланде), и не работают — когда после отрезания его покусала утка[59].
- Медицина. Масатэру Утияма и др. (Япония) за исследование влияния прослушивания оперы на мышей с пересаженным сердцем[60].
- Мир. Александр Лукашенко (Белоруссия) за запрет публичных аплодисментов в Белоруссии, и милицию Белоруссии — за случай с арестом за аплодисменты однорукого инвалида[61].[62]
- Психология. Лорен Бег и др. (Франция) за исследование: почему пьяные считают себя привлекательными[63].
- Теория вероятностей. Берт Толкамп и др. (Великобритания) за два открытия. Чем дольше корова лежит, тем больше шансов, что она встанет. А обратное явление — когда корова ляжет — так просто не предсказывается[64].
- Физика. Альберто Минетти, Юрий Иваненко и др. (Италия) за открытие, что человек может бегать по поверхности воды, будь эта вода на Луне[65].
- Химия. Синсукэ Имаи и др. (Япония), которые открыли, что механизм, почему лук вызывает слёзы, не так прост, как казалось ранее[66].

### 2012
- Акустика. Кадзутака Курихара и Кодзи Цукада — за изобретение устройства, которое расстраивает у людей способность говорить. Речь человека можно нарушить, если он будет слышать себя с задержкой в несколько десятых долей секунды. Эффект исчезает, как только человек перестаёт говорить, и он не раздражает никого из окружающих, кроме говорящего. Авторы изготовили два прототипа в виде направленного микрофона и направленного динамика, чтобы нарушать речь выбранных людей, также обсуждалось применение этого эффекта для модерации дискуссий в группах[67].
- Анатомия. Франс де Валь и Дженнифер Покорны — открыли, что шимпанзе могут распознать других шимпанзе из своей группы не только по фотографиям «лица», но и по фотографиям анально-половой области. Шимпанзе так же успешно распознавали среди незнакомых фотографий особей мужского и женского пола, используя только изображения «лица»[68].
- Гидродинамика. Руслан Кречетников и Ганс Майер — за исследование того, как при ходьбе расплёскивается чашка кофе[69].
- Литература. Счётная палата США — за составление отчёта об отчёте об отчёте, рекомендующем подготовку отчёта об отчёте об отчёте об отчёте[70].
- Мир. Инженеры компании SKN под руководством Игоря Петрова — за изобретение технологии превращения взрывчатки в алмазы[71][72].
- Медицина. Эммануэль Бен-Суссан и Микель Антоньетти — за описание, как проводящему колоноскопию врачу избежать взрыва пациента[73][74].
- Нейробиология. Крейг Беннетт, Эбигейл Бэйрд, Майкл Миллер и Джордж Уолфорд — показали, что исследователи мозга при помощи сложных инструментов и простой статистики могут обнаружить релевантную мозговую активность даже в мёртвом лососе[75].
- Психология. Анита Эрланд, Рольф Зван и Тулио Гуадалупе — за исследование, почему Эйфелева башня кажется меньше, если наклонить голову влево[76].
- Физика. Джозеф Келлер, Рэймонд Голдстейн, Патрик Уоррен и Робин Болл — за исследование сил, воздействующих на волосы, собранные в конский хвост[77].
- Химия. Йохан Петтерссон — за решение вопроса, почему у жителей некоторых домов населённого пункта Андерслёв[англ.], Швеция, позеленели волосы[78].

### 2011
- Биология. Дэрил Гвинн и Дэвид Ренц (Австралия) — обнаружили, что самцы одного из австралийских жуков нередко принимают пивную бутылку за самку[79].
- Литература. Джон Перри, Стэнфордский университет — за «теорию структурной прокрастинации», которая гласит: «Чтобы достигать многого, работайте над чем-то важным и этим отлынивайте от чего-то ещё более важного»[80].
- Математика. Сразу несколько людей, «математически» предсказавших конец света. Дороти Мартин (США, 1954); Пэт Робертсон (США, 1982); Элизабет Профет (США, 1990); Ли Чан Рим (Корея, 1992); Кредония Мверинде (Уганда, 1999); Гарольд Кэмпинг (США, целых два конца света: 1994 и 2011)[81].
- Медицина. Мирьям Тюк, Дебра Трампе, Люк Варлоп (Нидерланды)[82], а также их американские коллеги Мэттью Льюис, Питер Снайдер, Роберт Фельдман, Роберт Пьетржак, Дэвид Дерби и Пол Маруфф[83], продемонстрировавшие, что с переполненным мочевым пузырём люди лучше принимают одни решения и хуже — другие[81].
- Мир. Артурас Зуокас, мэр Вильнюса (Литва), самолично раздавивший БТРом роскошный «мерседес», припаркованный прямо на пешеходном переходе, и предложивший другим следовать своему примеру[84][85]. Впоследствии выяснилось, что сцена полностью постановочная, а ролик — предвыборная реклама[81].
- Общественная безопасность. Джон Сендерс (Канада), который провёл серию экспериментов, в которых козырёк постоянно опускается на глаза водителю, едущему по оживлённому шоссе[81].
- Психология. Карл Халвор Тейген (Норвегия), попытавшийся выяснить, почему люди вздыхают[86].
- Физика. Филипп Перрен, Сирил Перро, Доминик Девитерн, Брюно Рагару и Эрман Кингма (Франция), выяснившие, почему дискоболы при броске «теряют голову», а метатели молота — нет[81].
- Физиология. Анна Уилкинсон, Натали Себанц, Изабелла Мандль и Людвиг Хубер (Австрия), показавшие, что зевание красноногих черепах незаразно[87].
- Химия. Макото Имаи, Наоки Урусихата, Хидэки Танэмура, Юкинобу Тадзима, Хидэаки Гото, Коитиро Мидзогути и Дзюнъити Мураками (Япония) определили, сколько васаби надо распылить, чтобы надёжно разбудить глухого в случае пожара или опасности, и разработали васаби-сигнализацию[88][89].

### 2010
- Общественное здоровье. Исследователи из США. За открытие того, что в процессе работы в лаборатории микробы цепляются к бородатым учёным. При этом мытьё бороды не избавляет от опасности заразиться[90].
- Медицина. Симон Ритвелд (Simon Rietveld) и Илья ван Бест (Ilja van Beest). За открытие того, что бронхиальную астму можно лечить катанием на американских горках[91].
- Транспортное планирование. Группа из японских и британских исследователей. За разработку способа определения оптимального маршрута прокладки железнодорожных путей с использованием слизевиков[92].
- Физика. Учёные из Университета Отаго (Новая Зеландия). За открытие надёжного способа обезопасить себя от переломов и ушибов на льду зимой. Оказывается, чтобы повысить устойчивость в гололёд, достаточно надеть носки снаружи на обувь[93].
- Инженерия. Группа британских учёных под руководством Карины Ацеведо-Вайтхаус. За усовершенствование метода сбора китовых соплей, используя дистанционно управляемый вертолёт.[93]
- Мир. Группа британских учёных. За доказательство, что ругань снимает боль[93][94].
- Экономика. Топ-менеджеры финансовых и страховых гигантов, таких как AIG, Lehman Brothers, Merrill Lynch и других подобных компаний, рухнувших в период мирового кризиса. За пропаганду новых путей инвестирования, которые максимизируют прибыль и минимизируют финансовые риски.
- Химия. Химики из Техасского и Гавайского университетов. За опровержение старых представлений о том, что вода и нефть не смешиваются[93][95].
- Менеджмент. Итальянские учёные. За математическое доказательство факта, что эффективность деятельности организаций повышается, если сотрудники получают служебные повышения методом случайной выборки[93] (см. Принцип Питера).
- Биология. Биологи из Китая и Великобритании. За научное исследование фелляции у летучих мышей[96].

### 2009
- Биология. Фумиаки Тагути, Сун Гофу и Чжан Гуанлэй из университета им. Китасато (Сагамихара, Япония) — за открытие того, что бактерии, содержащиеся в навозе большой панды, перерабатывают пищевые отходы до одной десятой их первоначальной массы[97].
- Ветеринария. Кэтрин Дуглас и Питер Роулинсон из Ньюкаслского университета, которые доказали, что корова, имеющая какую бы то ни было кличку, даёт больше молока, чем безымянная[98].
- Здравоохранение. Елена Боднар, Рафаэль Ли и Сандра Марихан из Чикаго — за изобретение бюстгальтера, который в случае необходимости трансформируется в пару респираторов[99][100].
- Литература. Ирландская полиция — за выписывание более чем пятидесяти дорожных штрафов некоему Право Язды (Prawo Jazdy), что по-польски означает «водительские права». Премию получила польская гражданка Каролина Левестам, представлявшая всех польских водителей. От ирландской полиции представителей не было[100].
- Математика. Гидеон Гоно, директор Резервного банка Зимбабве, который вынудил все население своей страны изучить математику путём выпуска купюр номиналами от 1 цента вплоть до 100 триллионов долларов[100].
- Медицина. Дональд Унгер из Калифорнии, за экспериментальное доказательство того, что щёлканье суставами не приводит к артриту. На протяжении шестидесяти лет он щёлкал суставами исключительно левой руки[101].
- Мир. Стефан Боллигер, Стефен Росс, Ларс Остерхелвег, Михаэль Тали и Беат Кнойбель из Бернского университета — за сравнительное исследование травм от ударов по голове пустой и полной бутылкой пива[102].
- Физика. Кэтрин Уитком из Университета Цинциннати (США) — за выяснение того, почему беременные женщины не теряют равновесия[103].
- Химия. Хавьер Моралес, Мигель Апатига и Виктор Кастаньо из Национального автономного университета Мексики (Мехико) — за получение алмазной плёнки из текилы[104].
- Экономика. Руководство и аудиторы четырёх исландских банков — Kaupthing Bank, Landsbanki, Glitnir Banki, и Центрального банка Исландии — за демонстрацию того, как небольшие банки быстро становятся большими, и обратного процесса, в том числе и применительно к экономике целого государства[105].

### 2008
- Диетология. Массимилиано Зампини из Университета Тренто, Италия, и Чарльз Спенс (создатель нейрогастрономии) из Оксфордского Университета, Великобритания, за электронную модификацию звука картофельных чипсов, заставляющую человека, жующего чипсы, поверить в то, что они более свежие и хрустящие, чем есть на самом деле.
- Мир. Федеральный комитет по этике и биотехнологиям Швейцарии (The Swiss Federal Ethics Committee on Non-Human Biotechnology (ECNH)) и граждане Швейцарии за отстаивание принципа, согласно которому растения имеют чувство собственного достоинства.
- Археология. Астольфо Дж. Мелло Аруджо и Хосе Карлос Марчелино из Университета Сан-Пауло, Бразилия, за исследование того, как действия живого броненосца могут привести в беспорядок наше понимание истории, или, по меньшей мере, содержимое археологического раскопа.
- Биология. Мари-Кристин Кадерго, Кристел Жубер и Мишель Франк из Национальной школы ветеринарии Тулузы, Франция, за открытие, что блохи, живущие на собаках, прыгают дальше, чем блохи, живущие на кошках.
- Медицина. Дэн Ариэли из Университета Дьюка в США и Зив Кармон из INSEAD (Сингапур) за то, что показали: дорогостоящие плацебо лекарственных средств более эффективны, чем плацебо меньшей стоимости[106][107].
- Когнитивная наука. Тосиюки Накагаки из Университета Хоккайдо, Япония, Хироясу Ямада из Нагава, Япония, Рё Кобаяси из Университета Хиросимы, Ацуси Тэро из Престо JST, Акио Исигуро из Университета Тохоку и Агота Тот из Сегедского Университета, Венгрия, за то, что установили, что Слизевики (Миксомицеты) могут решать головоломки.
- Экономика. Джеффри Миллер, Джошуа Тибур и Брент Джордан из Университета Нью-Мексико, США, за то, что установили, что профессиональные стриптизёрши, специализирующиеся на приватных танцах на коленях заказчика, получают больше чаевых, если у них овуляция.
- Физика. Дориан Раймер из Института океанографии Скриппс, США и Дуглас Смит из Университета Калифорнии в Сан-Диего, США за математическое доказательство того, что сваленные в кучу верёвки или волосы неминуемо свяжутся в узелки.
- Химия. Шари А. Умпере из Университета Пуэрто-Рико, Джозеф А. Хилл из Центра по изучению рождаемости в Новой Англии (The Fertility Centers of New England) (США), Дебора Дж. Андерсон из Высшей школы медицины в Бостоне (Boston University School of Medicine) и Гарвардской медицинской школы (Harvard Medical School) (США) за открытие того, что Кока-кола обладает спермицидным действием, и Хун Чуаньюэ из Медицинского университета Тайбэя (Taipei Medical University) (Тайвань), Се Чачан, У Пэйфэнь и Цзян Бинин (Тайвань) за доказательство того, что это не так.
- Литература. Дэвид Симс из Cass Business School, Лондон, Великобритания, за свою вдохновенно написанную работу «You Bastard: A Narrative Exploration of the Experience of Indignation within Organizations» о том, что в коллективе лучше постоянно напоминать малоприятному вам человеку о том, что вы его недолюбливаете, и даже оскорблять его, чем держать эмоции при себе.

### 2007
- Диетология. Брайан Уэнсинк из Корнеллского университета за исследование, доказавшее, что аппетит человека практически неутолим (учёный провёл эксперимент, предлагая людям угоститься супом из бездонной, самонаполняющейся миски).
- Медицина. Брайан Уиткомб (Глостер) и Дэн Мейер (Антиох, штат Теннесси) за их статью в British Medical Journal «Шпагоглотание и его побочные эффекты».
- Физика. Л. Махадеван (Гарвард) и Энрике Серда Вильябланка (университет Сантьяго, Чили) за исследование процесса образования складок на простынях. Рисунок разнообразных складок, который мы можем наблюдать на простынях, мало чем отличается от рисунка складок на человеческой коже или на коже других животных.
- Биология. Иоханна ван Бронсвийк из Технического университета Эйндховена (Нидерланды): составлен полный перечень разнообразных клещей, скорпионов, пауков, примитивных растений и микроорганизмов, которые встречаются в постели человека.
- Химия. Маю Ямамото из Международного медицинского центра (Япония). Суть исследования: Разработан способ получения ванилина (ванильных ароматизаторов и пищевых добавок со вкусом ванили) из коровьего навоза.
- Лингвистика. Хуан Мануэль Торо, Жозеп Тробалон Хуан и Нурия Себастьян-Галлес из Барселонского университета за исследование, доказавшее, что крысы не могут отличить на слух японские слова, произносимые задом наперед, от голландских слов, произносимых задом наперед.
- Литература. Гленда Браун из Австралии за исследование артикля «the» и проблем, которые он создаёт составителям предметно-тематических указателей.
- Мир. Лаборатория ВВС США имени братьев Райт (Дейтон, Огайо) за предложение разработать «гей-бомбу», нелетальное химическое оружие, под влиянием которого вражеские солдаты будут испытывать сексуальное влечение друг к другу
- Экономика. Се Гочжэн с Тайваня, запатентовавший устройство для поимки грабителей в банках при помощи сети, падающей на них сверху.
- Авиация. Патрисия В. Агостино, Сантьяго А. Плано и Диего А. Голомбек из Аргентины за открытие, что «Виагра» помогает хомякам справиться с последствиями резкой смены часовых поясов.

### 2006
- Химия. Работа Антонио Мулета, Хосе Хавьера Бенедито, Хосе Бона из Политехнического Университета Валенсии и Кармен Росельо из Университета Балеарских островов (г. Пальма). Испанские учёные установили, что скорость звука в сыре «чеддер» зависит от температуры.
- Мир. Исследователь из Уэльса Ховард Стэплтон — за изобретение прибора, который излучает непереносимый звук высокой частоты. Его слышат, однако, только молодые люди благодаря их хорошему слуху, взрослые люди этот звук не воспринимают.
- Орнитология. Иван Шваб и Филипп Мэй из Калифорнии — за открытие, что дятел обладает высокоразвитым шоковым демпфером, который защищает его от головных болей.
- Физика. Базиль Одоли и Себастьен Нойкирх из французского университета Пьера и Марии Кюри — за изучение причин, почему сухие спагетти в большинстве случаев ломаются больше чем на две части.
- Акустика. Группа учёных из Америки, которые провели немало экспериментов, чтобы узнать, почему людей раздражает скрип ногтей по школьной доске.
- Питание. Васмия Аль-Хоути и Фатен Аль-Мусалам из Кувейта. Они доказали, что навозные жуки являются привередливыми едоками. Как оказалось, взрослые навозные жуки потребляют жидкие компоненты экскрементов и закапывают в землю экскременты целиком как пищу для своих личинок. Когда экскременты трёх травоядных животных — лошади, верблюда и овцы — предлагались жукам, они предпочли более жидкие лошадиные всем остальным. Экскременты овец были привлекательнее экскрементов верблюда. Экскременты двух плотоядных животных — собаки и лисы — были также приняты жуками, но пользовались меньшим успехом, нежели экскременты травоядных.
- Математика. Миссис Ник Свенсон и Пирс Бёрнс из Австралии провели кропотливое исследование любительских фотографий и в итоге вычислили необходимое число снимков, которое нужно сделать, чтобы на фотографии не было моргнувших людей. В итоге они доказали, что, если в группе меньше 20 человек, это количество следует разделить на 3 и фотографировать, при наличии хорошего освещения или приличной вспышки, до 6 раз. Если со светом проблемы, делить следует надвое и снимать до 10 раз.
- Биология. Барт Кнолс и Рюрд де Йонг, доказавшие, что самку малярийного комара одинаково привлекает запах сыра и запах человеческих ног, и что на основе этих запахов можно сделать эффективную ловушку для насекомых.
- Медицина. Фрэнсис Фесмайр и трое его израильских коллег, выяснившим, что икоту можно излечить при помощи ректального массажа. Учёные предлагают применять такой массаж в особо тяжёлых случаях и утверждают, что он неплохо помогает.
- Литература. Дэниэл Оппенгеймер, профессор психологии из Принстона, который опубликовал статью о проблемах эрудитов, без надобности использующих в своём профессиональном жаргоне длинные и сложносоставные слова. Он пришёл к выводу, что наиболее трудночитаемые тексты выходят из-под пера наименее интеллектуальных авторов.

### 2005
- Литература. Нигерийские спамеры — за целую галерею колоритных персонажей, которым нужна совсем небольшая сумма, чтобы завладеть богатствами.
- Физика. Эксперимент с капающим пеком по определению вязкости смолы, начатый в 1927 г. В воронку поместили немного битума и стали определять частоту падения капель. На момент получения премии вытекло всего восемь капель.
- Медицина. Грегг Миллер из штата Миссури — за разработку протезов яичек для собак[108].
- Мир. Учёные из Университета Ньюкасла в Англии — за исследование активности нейрона саранчи во время просмотра эпизодов из фильма «Звёздные войны».
- Химия. Эдвард Касслер (Edward Cussler) и Брайан Геттельфингер (Brian Gettelfinger) — за сравнение скоростей плавания человека в воде и сиропе.
- Биология. Группа учёных из разных стран — за исследование и каталогизацию запахов, выделяемых 131 видом лягушек при стрессе.
- Гидрогазодинамика. Виктор Бенно Мейер-Рохов из Международного университета Бремена и Йозеф Галь из университета имени Лоранда Этвёша в Венгрии — за применение основных законов физики для вычисления давления, производимого пингвинами в процессе дефекации.
- Экономика. Гаури Нанда из Массачусетского технологического института — за изобретение будильника, который убегает и прячется от выключения, заставляя людей просыпаться, что, по задумке изобретателя, должно помочь хотя бы частично устранить проблему опоздания на работу, увеличив фактическую продолжительность рабочего времени.
- Питание. Ёсиро Накамацу из Токио — за фотографирование и исследования всех продуктов питания, которые он съел за 34 года.
- Сельское хозяйство. Джеймс Уотсон из университета Мэсси — за исследование «Значение взрывающихся брюк мистера Ричарда Баркли».

### 2004
- Медицина. Стивен Стак и Джеймс Гундлах — за исследование влияния музыки кантри на частоту самоубийств.
- Здравоохранение. Джилиан Кларк, выяснившая, что 70 % женщин и 56 % мужчин считают, что, если еда упала на пол и пролежала там менее 5 секунд, то она безопасна для употребления в пищу. (см. Правило пяти секунд)
- Физика. Рамеш Баласубраманиам и Майкл Турви — за исследование динамики вращения обруча. Учёные доказали то, что и так было известно всему миру — вращать обруч можно бёдрами, коленями и лодыжками.
- Литература. Коллективу Американской нудистской научно-исследовательской библиотеки — за увековечивание истории нудизма, доступной для просмотра любому посетителю.
- Психология. Дэниел Симонс и Кристофер Чабрис — за доказательство того, что, концентрируя внимание на чём-то одном, человек может упустить что-то другое. Испытуемые просматривали видеозапись, запечатлевшую как несколько человек играют в мяч. Получив задание следить за действиями игроков, испытуемые с высокой вероятностью не замечали появляющихся в кадре женщин: одну с раскрытым над головой зонтиком или другую — в костюме гориллы. Исследователи назвали свою статью «Gorillas in our midst: sustained inattentional blindness for dynamic events».
- Биология. Коллектив учёных из пяти человек, доказавший, что коммуникация у селёдок осуществляется за счёт звуков, производимых выпусканием пузырьков газа из анального отверстия.
- Технология — Фрэнк и Дональд Смиты — за изобретение причёски для людей с залысинами. Этот патент не принес им ни цента.
- Экономика. Ватикан — за «аутсорсинг молитв» в Индию. Именно индийским священникам направляют коллективные мольбы католиков.
- Мир. Дайсукэ Иноуэ, изобретателю караоке — за новый способ учиться терпимости.
- Химия. Корпорации Coca-Cola (Великобритания) — «за использование высоких технологий для превращения обычной воды из реки Темзы в Dasani, прозрачную форму воды, которая из соображений безопасности не попала на прилавки»[109].

### 2003
- Прикладные науки. Джон Пол Степп, Эдвард Мерфи и Джордж Николс — за открытие Закона Мерфи в 1949 году, который гласит: «Если существует два или более способов сделать что-то, и один из них может привести к катастрофическим последствиям, то кто-нибудь выберет именно его» или «Если какая-нибудь неприятность может произойти, то она непременно произойдёт».
- Физика. Джек Харви, Джон Кулвенор, Воррен Пейн, Стив Каули, Майкл Лоуренс, Девид Стюарт и Робин Вильямс из Австралии — за доклад «Анализ усилий, которые необходимы для волочения овцы по разного рода поверхностям».
- Медицина. Элеонор Магуайр, Дэвид Гэдиэн, Ингрид Джонсруд, Катриона Гуд, Джон Эшбернер, Ричард Фраковяк и Крис Фрит — из Лондонского университетского колледжа — с формулировкой: за доказательство того, что мозг лондонских таксистов более развит, нежели мозг других англичан. Исследователи установили, что задняя часть гиппокампа, которая связана с памятью на пространственные отношения, у лондонских таксистов больше, чем у испытуемых из контрольной группы, которые никогда не были таксистами.
- Психология. Жан Витторио Капрара, Клаудио Барбаранелли из Университета Рима и Филипп Зимбардо из Стэнфордского университета — за доклад «Уникально простые личности политиков».
- Химия. Юкио Хиросэ из Канадзавского университета — за исследование химического состава бронзовой статуи в Канадзаве, не привлекающей внимание голубей (было выяснено, что в состав материала статуи входит мышьяк).
- Статистика. Джон Тринкаус — за сбор и публикацию статистических данных, которые никому, кроме него, не нужны и которые его раздражают: сколько процентов молодых людей носят бейсболки задом наперед; какой процент пешеходов носит спортивную обувь белого (а не какого-нибудь другого) цвета; какой процент пловцов плавает в мелкой части бассейна, а не в глубокой; какой процент водителей притормаживает возле знака «Стоп»; какой процент пассажиров носит дипломаты; какому проценту студентов не нравится вкус брюссельской капусты.
- Экономика. Карл Шварзлер и государство Лихтенштейн — за сдачу всей своей страны в аренду под корпоративные собрания, вечеринки и свадьбы.
- Междисциплинарные исследования. Стефано Гирландо, Лизелотт Джанссон и Магнус Енкист из Стокгольмского университета — за доклад «Цыплята предпочитают красивых людей».
- Биология. Кис Мёликер из Роттердамского музея естествоведения (Нидерланды) — за описания первого научно-зафиксированного проявления гомосексуальной некрофилии у диких уток.
- Мир. Лал Бихари из Уттар Прадеш (Индия) — за тройное достижение:
  - Он вёл активную жизнь после того, как был официально объявлен мёртвым;
  - Провёл посмертную кампанию против бюрократизма и жадных родственников;
  - Учредил «Ассоциацию мёртвых людей».

### 2002
- Биология. Норма Е. Бабиер, Чарльз Пакстон, Фил Бауэрз и Д. Чарльз Диминг из Великобритании — за исследование «Брачное ухаживание страусов за людьми на британских фермах».
- Физика. Арнд Лейк из Университета Мюнхена — за доказательство того, что пивная пена подчиняется закону экспоненциального распада (закону радиоактивного распада). Пивная пена сначала уменьшается с большей, а затем с меньшей интенсивностью[110].
- Междисциплинарные исследования. Карл Крушельницкий из Сиднейского университета — за исследование мусора, скапливающегося в пупке человека.
- Химия. Теодор Грей из Wolfram Research[111] (штат Иллинойс, США) — за придание таблице Менделеева необычной формы, а именно — конструирование четырёхмерной периодической таблицы.
- Математика. К. Срикумар и Гю Нирмалан из Керальского университета сельского хозяйства (Индия) — за доклад «Вычисление общей площади поверхности индийских слонов».
- Литература. Вики Силверс из Университета Невада-Рено и Девид Крейнер из Государственного университета Миссури (США) — за доклад «Влияние неправильных пометок в тексте на понимание текста».
- Гигиена. Эдуардо Сегура из компании «Лавакан де Асте» (Таррагона, Испания) — за изобретение стиральной машины для кошек и собак.
- Медицина. Крис МакМанус из Университетского колледжа Лондона — за доклад «Асимметрия мошонки на античных статуях».
- Экономика. Управляющие, директора и аудиторы компаний Enron, Lernaut & Hauspie (Бельгия), Adelphia, Bank of Commerce and Credit International (Пакистан), Cendant, CMS Energy, Duke Energy, Dynegy, Газпром (Россия), Global Crossing, HIH Insurance (Австралия), Informix, Kmart, Maxwell Communications (Великобритания), McKessonHBOC (США), Merrill Lynch (США), Merck (США), Peregrine Systems (США), Qwest Communications (США), Reliant Resources (США), Rent-Way (США), Rite Aid, Sunbeam (США), Tyco (США), Waste Management (США), WorldCom (США), Xerox (США) и Arthur Andersen (США) — за применение математической концепции мнимых чисел в мире бизнеса.
- Мир. Кэйта Сато (президент компании «Такара»), доктор Мацуми Судзуки (президент японской акустической лаборатории) и доктор Норио Когурэ (директор ветеринарной клиники) за поддержание мира между биологическими видами путём создания компьютерного собако-человеческого переводчика Бау-Лингвал (en:Bow-Lingual).

### 2001
- Биология. Б. Ваймер из компании Under-Tec Corp. в Пуэбло (Колорадо) — за изобретение UnderEase — воздухонепроницаемого нижнего белья с заменяемым угольным фильтром для утилизации дурно пахнущих газов.
- Медицина. П. Барсс из университета Мак-Гилла — за научный труд «Ранения, причиняемые падающими кокосами».
- Здравоохранение. Ч. Андраде и Б. С. Срихари из Национального института психического здоровья и нейрологии в Бангалоре — за открытие, что ковыряние в носу является одним из видов активности у подростков, для которого авторы использовали термин «ринотиллексомания».
- Технология. Дж. Кеоф из Хоторна (Австралия) — за запатентование в 2001 году колеса в Австралийском офисе патентов. (№ 2001100012).
- Экономика. Дж. Слемрод из института бизнеса Мичиганского университета и В. Копчук из университета Британской Колумбии — за вывод о том, что люди способны отдалить дату своей смерти, если это позволяет снизить налог на наследство.
- Физика. Дэвид Шмидт из университета Массачусетса, который выяснил, почему при включённом душе занавеску затягивает внутрь. Оказывается, что в ванной образуется мини-ураган с зоной низкого давления.
- Литература. Основатель Общества защиты апострофа Джон Ричардс, Бостон, Великобритания — за усилия по защите и популяризации отличий множественного числа от притяжательного падежа.
- Психология. Лоурэнс Шерман из университета Майями — за экологическое исследование феномена группового веселья в малых группах дошкольников.
- Астрофизика. Джек и Рекселл ван Имп, штат Мичиган, США — за вывод, согласно которому чёрные дыры удовлетворяют всем требованиям, чтобы быть местоположением ада.
- Мир. Вилюмас Малинаускас (Viliumas Malinauskas), Литва — за создание парка-музея, неофициально называемого «Сталин Ворлд» (Stalin World). Малинаускас разместил в парке собранные им памятники вождям социализма и советскую идеологическую символику.

### 2000
- Биология. Ричард Вассерсуг из университета Дэлхузи — за сообщение «О сравнительной аппетитности некоторых головастиков сухого сезона в Коста-Рике».
- Медицина. В. В. Шульц, Пек ван Андел и Э. Мойарт из Гронингена и И. Сабелис из Амстердама — за работу «Магнито-резонансная томография мужских и женских гениталий во время полового акта и при половом возбуждении у женщин»[112].
- Психология. Дэвид Даннинг из Корнеллского университета и Джастин Крюгер из университета штата Иллинойс — за экспериментальное подтверждение гипотезы, которая в формулировке Ч. Дарвина звучит как «Невежество чаще рождает уверенность, нежели знание»[113]. Статья с отчётом об исследовании была опубликована под названием «Неумелые и не ведающие об этом: как трудности с определением собственной некомпетентности приводят к завышенной самооценке» в журнале «Индивидуальная и социальная психология»[114] в декабре 1999 года[115]. Открытая закономерность стала широко известна как Эффект Даннинга — Крюгера.
- Информационные технологии. Крис Нисвандер из Тусона (Аризона) — за создание программы PawSense, предназначенной для определения моментов, когда по клавиатуре ходит кошка.
- Химия. Д. Марадзити, А. Росси, Дж. Кассано из университета Пизы и Х. С. Акискал из Калифорнийского университета — с формулировкой: за открытие того, что с точки зрения биохимии романтическая любовь ничем не отличается от обсессивно-компульсивного расстройства.
- Литература. Элен Грив, австралийская писательница — за книгу «Living on Light», в которой она утверждает, что для нормальной жизни человеку вовсе необязательно питаться — достаточно лишь света и воздуха.
- Мир. Королевский ВМФ Великобритании — за то, что во время боевых учений на одном из их учебных кораблей его пушки всегда молчат, а вместо этого курсанты кричат «Ба-бах». Таким образом британская казна экономит на боеприпасах более миллиона фунтов стерлингов в год.
- Здравоохранение. Джонатан Уайатт (Jonathan Wyatt), Гордон МакНотон, Уильям Таллет — за статью «Разрушение туалетов в Глазго».

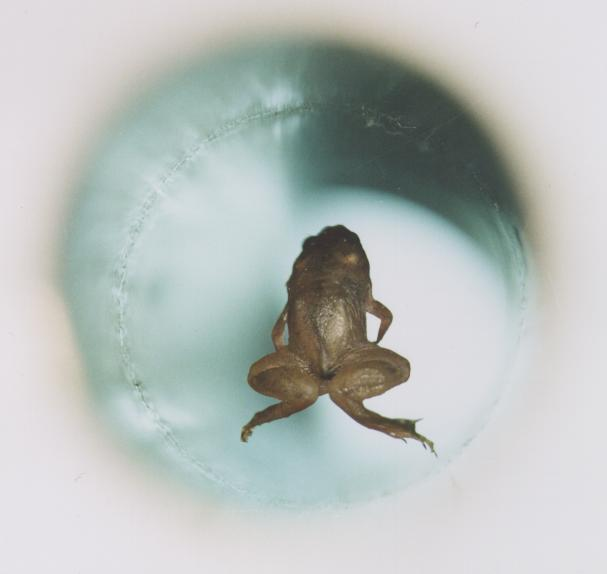
Левитация лягушки. Премия по физике

- Экономика. Основатель Церкви объединения преподобный Мун Сон Мён — за вклад в постоянный рост и развитие индустрии массовых бракосочетаний. С 1960-х годов Мун на специальных церемониях сочетал браком все возрастающее число мужчин и женщин. Причем часть из них на момент участия в церемонии уже состояли в браке. В 1961 году Мун благословил брак 36 пар, в 1968—430 пар, в 1975—1800 пар, в 1982 — 6000 пар, 1992 — 30 000 пар, в 1995—360 000 пар, в 1997 — 3 600 000 пар. Члены Церкви объединения, вступающие в брак на таких церемониях, должны внести пожертвование. Обратите внимание: годы церемоний и числа брачных пар приведены выборочно.
- Физика. Голландский учёный российского происхождения Андрей Гейм (Andre Geim) из Неймегенского университета и сэр Майкл Берри из университета Бристоля, Великобритания — за использование магнитов для того, чтобы демонстрировать возможность левитации лягушек. В 2010 году Гейм был удостоен Нобелевской премии (совместно с К. Новосёловым)[116].

### 1999
- Литература. Британский институт стандартов — за шестистраничную инструкцию (BS-6008), как правильно приготовить чашку чая[117].
- Биология. Доктор Пол Бослэнд, директор Института перца чили в университете штата Нью-Мексико[англ.] — за выведение нежгучего сорта жгучего перца халапеньо.
- Защита окружающей среды. Квон Хёкхо из южнокорейской компании Колон — за изобретение делового костюма, источающего парфюмерный запах при потирании.
- Социология. Стив Пенфолд из университета Торонто — за написание диссертации по социологии канадских магазинов, продающих пончики.
- Физика. Доктор Лен Фишер из Бата (Великобритания) — за вычисление, как лучше макать в напитки печенье. А также профессор Жан-Марк Ванден-Броук из университета Восточной Англии и Джозеф Келлер — за расчёт того, как можно наливать чай, не проливая ни капли.
- Образование. Отдел народного образования штата Канзас и Отдел народного образования штата Колорадо — за принятие решения, согласно которому дети не должны верить в теорию эволюции Дарвина больше, чем они верят в теорию тяготения Ньютона, теории электромагнитных явлений Максвелла и Фарадея, а также в теорию Пастера о том, что микроорганизмы вызывают болезни.
- Медицина. Норвежский врач Арвид Ватле (Arvid Vatle) — за собирание и классификацию ёмкостей, которые использовали его пациенты для сдачи мочи на анализ.
- Химия. Японец Такэси Макино — за участие в создании аэрозоля S-Check, позволяющего жёнам определить, изменял ли им муж или нет. Для проверки женщине необходимо распылить S-Check на нижнее бельё мужа.
- Мир. Карл Фурье и Мишель Вонг из Йоханнесбурга, Южная Африка — за изобретение противоугонного устройства, состоящего из скрытой педали и огнемёта[118].
- Здравоохранение. Джордж Бронски и Шарлота Бронски из Калифорнии, США — за разработку устройства, призванного помочь женщинам при родах. По задумке разработчиков, женщина закрепляется на специальном столе, который вращается с высокой скоростью. Устройство было запатентовано.

### 1998
- Медицина. Пациент Y и его доктора К. Миллс, М. Ллевелин, Д. Келли и П. Холт из Королевского госпиталя графства Гвент в Ньюпорте (Уэльс) за статью «Человек, который уколол палец и издавал запах гноя 5 лет».
- Биология. П. Фонг из Геттисбургского колледжа за вклад в облегчение жизни съедобных двустворчатых моллюсков, которым он давал препарат Прозак. Его статья называется «Индукция и стимуляция родов у моллюсков Sphaerium striatinum с помощью селективных ингибиторов обратного захвата серотонина (СИОЗС)».
- Химия. Французский учёный Ж. Бенвенист, вторично (первый раз в 1991 г.) за сообщение о новом «открытии» в области гомеопатии: вода не только обладает памятью, но сохранённая в ней информация может быть передана по телефону или Интернету.
- Литература. Д-р М. Сидоли из Вашингтона за увлекательную статью «Освобождение организма от газов с громким звуком как защита от чрезмерного страха».

### 1997
- Энтомология. М. Хостетлер из университета штата Флорида за труд «Эти пятна на вашем автомобиле: уникальное руководство по насекомым Северной Америки», который позволяет идентифицировать насекомых по пятнам, оставляемым ими на окнах автомобиля.
- Биология. Таками Ягю и его коллеги из госпиталя университета в Цюрихе, Медицинского университета в Осаке, Научно-исследовательского института нейротехнологий в Праге за получение и исследование многоканальных электроэнцефалограмм людей, жующих жевательные резинки с разными ароматами.
- Медицина. К. Чарнетски и Ф. Бреннан из университета Уилкса и Дж. Ф. Харрисон из компании Мьюзак Лимитед в Сиэтле за открытие, что прослушивание фоновой музыки Мьюзак в лифтах стимулирует продукцию иммуноглобулина А и, таким образом, предотвращает простуду.
- Метеорология. Б. Воннегут за статью «Унос цыплят как мера скорости ветра при торнадо», опубликованную в 1975 году.
- Астрономия. Ричард Хогленд за выявления якобы искусственных сооружений на Луне и Марсе, включая Лицо на Марсе и десятимильные в высоту здания на поверхности Луны[119].

### 1996
- Биология. А. Бархайм и Х. Сандвик из университета в Бергене (Норвегия) за работу «Влияние пива, чеснока и сметаны на аппетит пиявок». Авторы использовали пиво Guinness Stout и Hansa Bock. Чеснок оказался смертельным для пиявок, поэтому по этическим соображениям это исследование не было доведено до конца.
- Здравоохранение. Э. Клейст из Нуука (Гренландия) и Х. Мои из Осло за исследование «Передача гонореи через надувные куклы».
- Физика. Р. Мэттьюз из университета Эстона (Англия) за работу «Падающий бутерброд, закон Мэрфи и мировые постоянные», посвящённую тщательному исследованию закона Мерфи и особенно проверке его следствия: бутерброд чаще падает на землю маслом вниз.
- Искусство. Дональд Физерстоун (США) за «его декоративно-эволюционное изобретение пластикового розового фламинго».

### 1995
- Психология. Сигэру Ватанабэ, Дзюнко Сакамото и Масуми Вакита из университета Кэйо за успешное обучение голубей различать картины Пикассо и Моне.
- Наука о питании. Дж. Мартинес, совладелец компании Дж. Мартинес и К° в Атланте, за Копи Лювак (Kopi Luwak) — самый дорогой сорт кофе в мире, который изготовляется из зерён, экскретированных луваком или малайской пальмовой циветтой, обитающей в Индонезии и питающейся плодами кофе.
- Медицина. М. Э. Бубел, Д. С. Шаннахофф-Халса и М. Р. Бойл за исследование «Влияние вынужденного дыхания через одну ноздрю на познавательные способности».
- Литература. Д. Б. Буш и Дж. Р. Старлинг из Мэдисона (Висконсин) за исследование «Посторонние тела в прямой кишке: описания случаев и всеобъемлющий обзор мировой литературы». Среди посторонних тел оказались семь электроламп, два фонаря, точилка для ножей, ювелирная пила, оловянная чашка, пивной стакан и многое другое.
- Здравоохранение. М. К. Баккевиг из компании Sintef Unimed в Трондхейме (Норвегия) и Р. Нильсон из Технического университета Дании за исследование «Влияние мокрого нижнего белья на терморегуляторные реакции и тепловой комфорт на морозе».
- Химия. Получил Биджан Пакзад за создание одеколона «ДНК» и парфюма «ДНК», ни один из которых не содержит ДНК, но оба в бутылке в форме тройной спирали[120].

### 1994
- Биология. У. Б. Суини, Б. Крафт-Джекобс, Дж. У. Бриттон и У. Хансен — за исследование «Запоры у военных: распространённость среди служащих за пределами США», и особенно — за их численный анализ частоты дефекации.
- Медицина. Премия была присуждена в двух частях. Первую часть премии получил д-р Р. Дарт из Центра изучения ядов в Скалистых Горах и д-р Р. А. Густафсон из Центра наук о здоровье университета штата Аризона за отчёт «Неэффективность электрошока при лечении отравлений ядом гремучей змеи». Вторую часть получил пациент Х, бывший служащий военно-морских сил США, описанный Дартом и Густафсоном, за решительное использование электрошоковой терапии. Гремучие змеи кусали его 14 раз. После того, как домашняя любимица — гремучая змея Crotalus viridis lutosus в очередной раз укусила его в область верхней губы, он присоединил высоковольтный провод автомобиля к губе и настоял, чтобы сосед запустил двигатель на 5 мин. при скорости вращения вала 3 тыс. об/мин. После первого же разряда он потерял сознание и затем провёл четыре дня в больнице, где ему реконструировали губу.
- Энтомология. Ветеринар Р. А. Лопес из Вестпорта (Нью-Йорк) — за серию экспериментов по извлечению ушных клещей у кошек, помещению клещей в собственные уши, тщательное описание наблюдений и анализ результатов.
- Литература. Л. Рон Хаббард, страстный писатель-фантаст и основатель саентологии, за книгу «Дианетика: современная наука душевного здоровья[англ.]», приносящую пользу человечеству, или его части.
- Химия. Техасский сенатор Б. Глазго за проведение через сенат закона 1989 года о контроле за наркотиками, по которому стали противозаконными покупки колб, пробирок и другой лабораторной посуды без специального разрешения
- Мир. Джон Хагелин из Университета менеджмента Махариши[англ.] (основанного Махариши Махеш Йоги) и «Института науки, технологии и общественной политики» за его экспериментальное доказательство того, что 4000 обученных особому виду медитации человек вызвали снижение преступности с насилием в Вашингтоне (округ Колумбия) на 18 процентов.

### 1993
- Биология. Пол Уильямс-мл. (отдел здравоохранения штата Орегон) и Кеннет Ньюэлл (Ливерпульский институт тропической медицины) — за статью с весёлым заголовком, утверждающую, что свиньи заражаются сальмонеллой по дороге на бойню[121].
- Литература. Эрик Тополь и его 972 соавтора из 15 стран — за публикацию медицинского исследования, в котором число авторов в 100 раз превышает число страниц.
- Математика. Роберт Фейд (Гринвилль, шт. Южная Каролина), который вычислил, что Горбачёв является антихристом с шансом 1 к 710 609 175 188 282 000.
- Медицина. Дж. Ф. Нолан, Т. Дж. Стилвелл и Дж. Р. Сэндс (мл.) за исследование «Неотложная помощь при ущемлении полового члена брючной застёжкой-молнией».
- Мир. Филиппинское представительство компании «Пепси-кола» — за спонсирование конкурса с миллионным призом, который остался без победителя.
- Психология. Дж. Мэк из Гарвардского медицинского института и Д. Джекобс из университета Темпла за «научно обоснованный» вывод о том, что люди, уверенные в том, что их похищали космические пришельцы, вероятно, были похищены, причем целью похищения было производство детей.
- Техника. Джей Шиффман из Фармингтон-Хилс — за изобретение устройства, которое позволяет смотреть телевизор за рулём; и власти штата Мичиган — за разрешение этого устройства.
- Товары народного потребления. Рон Поупил (en) — за изобретение и бурную рекламу целого ряда необычных приборов: машинка, нарезающая помидоры так тонко, что «у ломтиков остаётся только одна сторона»; карманный радиопередатчик FM-диапазона; устройство, разбалтывающее яйцо прямо в скорлупе и многое другое.
- Физика. Посмертно дана Корентину Луи Керврану (en) (Франция), который утверждал, что кальций в скорлупе яиц формируется с помощью холодного термоядерного синтеза[122].
- Химия. Премия досталась Джеймсу и Гейнс Кэмпбеллам (пгт. Лукаут-Маунтин[англ.], штат Теннесси) — за изобретение ароматизированных страниц журналов, которые, как выяснилось, крайне вредны для астматиков[123].
- Экономика. Рави Батра за издание столь огромного тиража своих книг, что его хватило бы чтобы «самостоятельно предотвратить всемирный экономический крах».

### 1992
- Археология. Французским скаутам, борцам с граффити, которые заодно с современными каракулями стёрли два доисторических изображения.
- Биология. За создание простого и общедоступного метода контроля качества — доктор Сесил Джекобсон, патриарх в области банков спермы. Он использовал свою сперму вместо спермы определённых доноров для искусственного оплодотворения более 70 пациенток. За что и попал в тюрьму.
- Искусство. Премия разделена на двоих: Джим Ноултон (США) — за плакат «Пенисы животного мира»[124], и Национальный благотворительный фонд искусств США — за предложение издать этот труд в виде брошюры-раскладушки[125].
- Литература. Юрий Стручков, сотрудник Института Элементоорганических соединений (ИНЭОС) в Москве — за публикацию с 1981 по 1990 гг. 948 научных работ (в среднем — по одной работе каждые 3,9 дня).
- Медицина. Ф. Канда, Э. Яги, М. Фукуда, К. Накадзима, Т. Ота и О. Наката из Научно-исследовательского центра Сисэйдо в Иокогаме за работу «Выявление химических соединений, ответственных за неприятный запах ног» и особенно за вывод о том, что «у людей, которые думают, что их ноги дурно пахнут, ноги действительно дурно пахнут, а у людей, которые так не думают, ноги не пахнут».
- Мир. Дерил Гейтс, начальник полиции Лос-Анджелеса — «за новый способ объединять людей». После того как кто-то в 1987 году расстрелял группу отдыхающих прямо около их дома, Гейтс начал масштабную операцию «Молот» по уничтожению уличных банд (в основном негров и мексиканцев). На её пике за два дня за решётку попало почти 1500 человек, за всё время операции — 50 000.
- Питание. Все потребители СПАМа — за 54 года необычайного пищеварения.
- Физика. Дэвид Чорли и Дуг Бауэр, «львы физики низких энергий» — за их «круглый вклад в теорию полей, заключающийся в геометрическом уничтожении британского урожая»[126].
- Химия. Иветт Басса из Kraft Foods — за «высочайшее достижение химии XX века», получение желе ярко-синего цвета.

### 1991
- Биология. Роберт Кларк Грэм (1906 г.р.), несмотря на 85-летний возраст, ярый сторонник улучшения человеческой расы, — за создание Репозитория гениальных зародышей — банка спермы, который принимает вклады только от олимпийских чемпионов и нобелевских лауреатов.
- Литература. Эрих фон Дэникен, автор книги «Колесницы богов» — за «объяснение» того, как внеземные цивилизации «влияли на древний мир».
- Медицина. Алан Клигерман — за изобретение целой линейки средств от вздутия живота и метеоризма (в том числе для собак и кошек)[127].
- Мир. Эдвард Теллер, разработчик водородной бомбы и защитник СОИ — «за претворение в жизнь нового понимания мира».
- Образование. Дэн Куэйл, вице-президент США, «пожиратель времени и заниматель места» — «за непревзойдённую демонстрацию того, что надо учиться»[128].
- Химия. Жак Бенвенист, корреспондент журнала Nature, за публикацию статьи о том, что «вода является разумной жидкостью и обладает памятью».
- Экономика. Майкл Милкен, известный финансист, «перед которым финансовый мир в долгу» за изобретение «высокодоходных», или «бросовых» облигаций — ценных бумаг с высокой степенью риска.